# Sophie Skelton
Pour les articles homonymes, voir Skelton.
Sophie Skelton, née le 7 mars 1994 à Woodford en Angleterre, est une actrice britannique.

## Biographie
Sophie Alexandra Skelton naît et grandit à Woodford  dans le Grand Manchester, en Angleterre, le 7 mars 1994. Elle est la fille de Simon et Ruth Skelton, un couple d'inventeurs de jouets pour enfants. Elle est la cadette de trois enfants, avec deux frères aînés Sam et Roger. Elle a commencé à danser à l'âge de trois ans, puis s'entraîne par la suite au ballet à la Royal Academy à Londres. Après avoir obtenu un baccalauréat en biologie, chimie, littérature anglaise et mathématiques, elle a décliné ses offres universitaires pour poursuivre sa carrière d'actrice.

## Théâtre
- 2008 : Fiddler on the Roof, mise en scène de Helen Lawson : Hodel
- 2009 : Les Misérables, mise en scène de Phil Robinson : Eponine
- 2010 : West Side Story, mise en scène de Steven Grace : Maria
- 2010 : Mary Poppins, mise en scène de Steven Grace : Mary Poppins

## Filmographie

### Cinéma

#### Longs métrages
- 2014 : The War I Knew de Ian Vernon : Margaret
- 2017 : Another Mother's Son (en) de Christopher Menaul : Jess
- 2018 : Code 211 (211) de York Shackleton : Lisa MacAvoy
- 2018 : Day of the Dead: Bloodline de Hèctor Hernández Vicens : Zoé Parker

#### Court métrage
- 2016 : Blackbird de Charlotte Stente Nielsen et Tim Fellingham : Rose

### Séries télévisées
- 2012 : DCI Banks : Becca Smith (saison 2, épisodes 5 et 6)
- 2013 : The Dumping Ground : Esme (saison 1, épisode 12)
- 2013-2014 : Waterloo Road (en) : Eve Boston (4 épisodes)
- 2013-2015 : Doctors : Yasmin Carish / Ellen Singleton (saison 15, épisode 13 / saison 16, épisode 161)
- 2015 : Foyle's War : L'étudiante Jane (saison 9, épisode 2)
- 2015 : So Awkward (en) : Sofia Matthews (rôle récurrent, 12 épisodes)
- 2015 : Casualty : Gemma Holt (saison 23, épisode 42)
- 2016 : Ren: The Girl with the Mark : Ren (rôle principal, 5 épisodes)
- depuis 2016 : Outlander : Brianna « Bree » Randall Fraser (rôle principal, 26 épisodes - en cours)
- 2023 : Castlevania : Nocturne : Julia Belmont (voix)

## Distinctions

### Nominations
- California Women's Film Festival 2016 : Prix du Jury de la meilleure actrice dans une série télévisée dramatique pour Ren: The Girl with the Mark
- 2016 : International Online Web Fest de la meilleure actrice dans une série télévisée dramatique pour Ren: The Girl with the Mark
- Seoul Web Fest 2016 : Prix du Jury de la meilleure actrice dans une série télévisée dramatique pour Ren: The Girl with the Mark
- Saturn Awards 2019 : Meilleure actrice de télévision dans un second rôle dans une série télévisée pour Outlander
- Saturn Awards 2021 : Meilleure actrice de télévision dans un second rôle dans une série télévisée pour Outlander
- Saturn Awards 2022 : Meilleure actrice de télévision dans un second rôle dans une série télévisée pour Outlander